# Gray (Georgia)
Gray es un pueblo ubicado en el condado de Jones en el estado estadounidense de Georgia. En el censo de 2000, su población era de 1.811.

## Demografía
En el 2000 la renta per cápita promedia del hogar era de $38,000, y el ingreso promedio para una familia era de $46,313. El ingreso per cápita para la localidad era de $19,656. Los hombres tenían un ingreso per cápita de $37,167 contra $26,563 para las mujeres.

## Geografía
Gray se encuentra ubicado en las coordenadas 33°0′31″N 83°32′3″O / 33.00861, -83.53417 (33.008620, -83.534067).
Según la Oficina del Censo, la localidad tiene un área total de 6,3 km² (2,4 mi²), de la cual 6,3 km² (2,4 mi²) es tierra y 0 km² (0 mi²) (0.00%) es agua.